# 로건군 (아이다호주)
로건군 또는 로건 카운티(Logan County)는 미국 아이다호주에 위치한 과거의 군이다. 1889년부터 1895년까지 존재하였다.
로건 카운티는 6년 동안 존재하면서 여러 논란의 대상이었다. 로건 카운티의 모 카운티인 알투라스 카운티는 1889년에 아이다호 준주의 정치적으로 가장 강력한 카운티였으며, 하원 의장인 Mr. H.Z를 포함하여 모든 입법자의 1/6이 카운티 내에 거주했다.
로건 카운티의 창설은 국가 시대로 접어드는 정치 권력의 중요한 전환을 분명히 나타냈다. 1890년 인구 조사에서 로건 카운티에는 16개 구역에 걸쳐 4,169명의 인구가 있었고 엘모어 카운티에는 11개 구역에 1,870명의 주민이 있었으며 알투라스에는 15개 구역에 2,620명의 주민이 있었다. 1889년 논쟁이 알투라스에 유리하게 해결되었다면 42개 구역에 걸쳐 8,659명의 주민이 거주했을 것이며 빙햄 및 라타 카운티에 이어 세 번째로 인구가 많은 카운티가 되었을 것이다.
쇼쇼니(Shoshone)는 현재 링컨 카운티가 1889년 법령에 따라 임시 카운티 소재지로 지정되었다. 나중에 벨뷰(Bellevue)는 1890년 10월 1일 총선거에서 과반수 득표만으로 카운티 소재지로 선정되었다. 쇼쇼니 카운티 주민들은 아이다호 헌법에 따라 2/3의 과반수 찬성이 필요하다고 주장하며 아이다호 대법원 선거의 타당성에 대해 이의를 제기했지만 실패했다.
입법부는 1891년 3월 7일 알투라스 및 로건 카운티를 폐지하고 링컨 및 알타 카운티를 창설하고 헤일리 및 쇼쇼니를 카운티 좌석으로 설정하면서 논란을 다시 심화시켰다. 아이다호 대법원은 1891년 6월 3일에 이 법안이 위헌이라고 판결했다. 이로 인해 벨뷰와 헤일리에 카운티 소재지가 있는 알투라스 및 로건 카운티가 효과적으로 복원되었다.
마침내 1895년 3월 5일, 입법부는 로건 카운티와 알투라스 카운티를 헤일리에 카운티 소재지를 두고 블레인이라는 새로운 카운티로 통합하여 1891년에 시도했던 일을 성공시켰다. 2주 후인 3월 18일, 1891년에 확립된 정확한 경계와 카운티 소재지를 포함하는 블레인 카운티의 남쪽 부분에서 링컨 카운티가 창설되었다. 아이다호 대법원은 1896년에 이 문제에 다시 무게를 두었다. 이번에는 링컨 카운티가 창설되었다. 블레인 카운티의 설립일부터 유효한 로건 카운티의 폐지를 확정하여 블레인 카운티의 폐지를 헌법으로 확정했다.

## 같이 보기
- 아이다호주의 군 목록